# Emerson Ferretti
Emerson de Souza Ferretti, mais conhecido como Emerson Ferretti ou apenas Emerson (Porto Alegre, 3 de setembro de 1971), é um ex-futebolista brasileiro que atuava como goleiro e dirigente esportivo. Presidiu o Esporte Clube Ypiranga de 2012 a 2017 e é presidente do Esporte Clube Bahia, com mandato de 2024 a 2026.

## Carreira como jogador
Começou sua carreira no Grêmio, jogou também no Flamengo, America-RJ, América de Natal, Ituano, Bragantino, Juventude e Bahia, onde foi ídolo por seis anos, até ser transferido para o Vitória, onde encerrou sua carreira como jogador.
Convocado para a Seleção Brasileira sub-15 e sub-20 quatro vezes, foi Campeão Sul-americano sub-15 e sub-20 (1991) e vice campeão mundial sub-20 (1991). Conquistou o campeonato gaúcho em 1990 e 1993 pelo Grêmio, a Copa do Brasil de 1994 (Grêmio) e 1999 com o Juventude, Campeão Carioca em 1996 (Flamengo), foi bicampeão da Copa do Nordeste (2001/2002) e campeão baiano (2001) jogando pelo Bahia e 2007 pelo Vitoria. No plano individual, recebeu o troféu Bola de Prata da Revista Placar em 2001, também atuando pelo tricolor baiano e foi o jogador mais disciplinado dos Campeonatos Brasileiros de 1998 e 1999, eleito pela Confederação Brasileira de Futebol (CBF).
Formado nas categorias de base do Grêmio, tornou-se titular do time principal no início da década de 1990. Em 1993, porém, no início da temporada, o time enfrentou o semiamador Capão da Canoa e, logo aos 12min da partida, Emerson sofreu uma fratura dupla na perna que o afastou dos campos por quase dois anos. Em 2023, afirmou que a entrada desproporcional no lance pode ter sido intencional, para não chamar mais atenção para si devido à sua sexualidade, ainda não revelada à época. Segundo o jogador, nesse período afastado começou a frequentar ambientes LGBT, informação que chegou aos dirigentes gremistas e o levou a ser preterido.
Sem espaço no clube gaúcho, foi emprestado ao Flamengo em 1995 e passou pelo América, do Rio de Janeiro, e América, de Natal, até voltar ao Rio Grande do Sul para defender o Juventude, com quem venceu a Copa do Brasil em 1999.
O destaque em Caxias do Sul o levou até o Bahia. No Bahia, foi o goleiro que mais vezes vestiu a camisa "1" do tricolor (274 jogos). E foi também no Tricolor de Aço onde ele fez uma das maiores sequências de atuações de atletas de futebol no mundo, 155 partidas seguidas como titular sem sair por motivo algum, seja técnico, médico ou cartões.
No Vitória teve participação decisiva no acesso do clube na Série C e foi campeão baiano em 2007 pelo rubro-negro, por onde também anunciou aposentadoria, em maio do mesmo ano.

## Carreira como dirigente e comentarista
É formado em administração de empresas, pós-graduado em gestão esportiva e radialista. Ele atua como comentarista esportivo de rádio e televisão em Salvador.[carece de fontes?]
Emerson foi presidente do Esporte Clube Ypiranga de 2012 a 2017, engajado em um projeto de reerguimento do clube. Trabalhou também como Coordenador de Esportes do Escritório Municipal da Copa do Mundo FIFA de 2014 de Salvador, como assessor técnico na Superintendência de Esportes do Estado da Bahia (SUDESB) e também no Comitê Organizador da Copa América em 2019 realizada no Brasil.
Em novembro de 2023, ele anunciou sua candidatura a presidente da associação Esporte Clube Bahia para o triênio 2024-2026. Em dezembro de 2023, foi eleito presidente do Esporte Clube Bahia, com 1089 votos, durante o período 2024-2026, sendo seu antecessor, Guilherme Bellintani.

## Vida pessoal
Em 2022, Ferretti assumiu-se gay durante entrevista ao podcast "Nos Armários dos Vestiários", do globoesporte.com.

## Títulos
Pelo Grêmio
- Copa do Brasil: 1989, 1994
- Campeonato Gaúcho: 1990 e 1993

Pelo Flamengo
- Campeonato Carioca: 1996

Pelo Juventude
- Copa do Brasil: 1999

Pelo Bahia
- Copa do Nordeste: 2001 e 2002
- Campeonato Baiano: 2001

Pelo Vitória
- Campeonato Baiano: 2007

Prêmios individuais
- Bola de Prata da Revista Placar.
- Jogador mais disciplinado do Campeonato Brasileiro: 1998 e 1999.
- Prêmio Reflexões (Bola de Prata): 2024[6]